# A Summer Tragedy
A Summer Tragedy é um filme mudo norte-americano de 1910, do gênero drama, dirigido por D. W. Griffith e Frank Powell. O filme, baseado na história de Transients in Arcadia, escrito por O. Henry, foi produzido e distribuído pela Biograph Company.